# أسعد المطران

## اسمه ونسبه
أسعد بن إلياس بن جرجس، موفق الدين ابن المطران: طبيب، عارف بالنحو واللغة والأدب. ولد بدمشق ونشأ بها. وكان أبوه طبيبا. واشتغل صاحب الترجمة بالطب على مهذب الدين بن النقاش.

## عمله
وخدم بطبه الملك الناصر صلاح الدين يوسف بن أيوب. وأسلم في أيامه. وعلت مكانته عنده. اجتمعت له خزانة كتب طبية حافلة، قدرها ابن أبي أصيبعة بعشرة الآف مجلد، عدا ما استنسخه، وكان في خدمته ثلاثة نساخ. أشهر تلامذته مهذب الدين بن عبد الرحيم بن علي. ظل موفق الدين يعمل في البيمارستان النوري بدمشق حتى وفاته بدمشق.

## كتبه وتصنيفاته
صنف في الطب كتبا قيمة: كتاب بستان الأطباء وروضة الألباء، ولم يتمكن من إتمامه. وله المقالة الناصرية في حفظ الأمور الصحية وقد جعلها باسم السلطان الملك الناصر صلاح الدين يوسف بن أيوب، ويقع في 91 ورقة. وله أيضا المقالة النجمية في التدابير الصحية، صنفها لنجم الدين أيوب، والد صلاح الدين.
ومن آثاره الطبية: كتاب الأدوية المفردة وكتاب آداب طب الملوك، إضافة إلى مسودات عدة لمصنفات طبية ضاعت.

## وفاته
توفي بدمشق سنة 587 هجرية ( 1191 م ).